# Abdul-Hamid I
Abdul-Hamid I (n. 20 martie 1725, Constantinopol, Imperiul Otoman – d. 7 aprilie 1789, Constantinopol, Imperiul Otoman) a fost un sultan turc în perioada 1774 - 1789, sub domnia căruia s-a accentuat decadența Imperiului Otoman. În urma înfrângerilor suferite în războiul ruso-turc din 1768 - 1774, a fost nevoit să încheie tratatul de pace de la Kuciuk Kainargi (1774). A cedat Austriei Bucovina (1775) și Rusiei Crimeea (1784).

## Tinerețe
S-a născut la Constantinopol, a fost fiul mai mic al sultanului Ahmed al III-lea (anii de domnie: 1703-1730) și a  Șermi Kadın.  A fost izolat de treburile conducerii țării. Aceasta a durat până în 1767. În această perioadă a primit educația timpurie de la mama sa Rabia Șermi, împreună cu care a studiat istoria și caligrafia.
După moartea fratelui său Mustafa al III-lea, Abdul Hamid la 21 ianuarie 1774, devine sultan al Imperiului Otoman.

## Domnie
Abdul Hamid a fost indiferent afacerile de stat și maleabil în privința proiectelor consilierilor săi. Prin natura sa a fost foarte religios și pacifist. În timpul domniei resursele financiare ale statului nu ajungeau pentru achitarea salariilor ienicerilor.
În ciuda naturii sale pacificatoare, Imperiul Otoman a fost forțat să reînnoiască imediat războiul cu Rusia. Aceasta a condus la o înfrângere completă a Turciei la Kozludzha și la semnarea  tratatului umilitor de la Kuciuk-Kainargi (21 iulie 1774), potrivit căruia Rusia a obținut ieșire la Marea Neagră și influență asupra popoarelor creștine ale Imperiului Otoman din Balcani și Crimeea.